# 在タイ中華人民共和国大使館
在タイ中華人民共和国大使館（中国語: 中华人民共和国驻泰王国大使馆、タイ語: สถานเอกอัครราชทูตสาธารณรัฐประชาชนจีนประจำประเทศไทย）は、中華人民共和国がタイ王国に設置している在外公館で、在タイ中華人民共和国大使を公館長とする。大使館が位置するのは、タイの首都バンコク都ディンデーン区ラッチャダーピセーク通り57号である。

## 概要
中華人民共和国とタイは1975年7月1日に正式な国交を樹立して、互いに大使級の在外公館を設置した。中国大使館は大使が公館長として、以下、政治新聞処、経商処、文化処、領事部、教育組、警務組および武官処などの部門に分かれている。
バンコクに置かれている大使館本館を除くと、中国の在タイ在外公館は他に在チェンマイ総領事館、在コーンケン総領事館、在ソンクラー総領事館（隷下に在プーケット領事事務所がある）から成る。

## 事件
2020年4月、タイの人気俳優ブライトが中国の特別行政区である香港を「国家」と記載した画像をTwitterに投稿した。この投稿に対して、中国の網軍がブライト攻撃し、作品のボイコットを主張した。ブライトは謝罪して画像を削除したが、中国の網軍は、ブライトの恋人であるモデルのウィーラヤ・スカラム（Weeraya "Nnevvy" Sukaram）が2017年に投稿した台湾が独立国であるとほのめかす内容の投稿を発見し、タイのラーマ10世や首相のプラユット・チャンオチャを標的にした侮辱がおこなわれた。これに対してウィーラヤ・スカラムは、新型コロナウイルスを「武漢肺炎」と表記して中国の網軍を挑発し、タイのネットユーザーたちはソーシャルメディアでブライトを擁護し、やがてその批判は中国批判へと変化した。そして、ウィーラヤ・スカラムのアカウントを用いたハッシュタグ「#nnevvy」がFacebookやTwitterに飛び火し、多数のタイ人ネットユーザーが新型コロナウイルスの起源となった中国への謝罪を要求し、反中的なイラストを投稿して応戦するなど、Twitterで中国の網軍との戦いを展開したが、これについて在タイ中華人民共和国大使館が「オンラインノイズ」と罵倒する長文の声明をFacebookに掲載し、タイのネットユーザーと在タイ中華人民共和国大使館のあいだで激しいバトルが繰り広げられた。タイでは、中国の侵略に抵抗している香港と台湾を支持することで、タイの多数の民主化運動グループが統合されて中国批判が反権威主義のプラットフォームとなり、そこに香港と台湾のTwitterユーザーがタイのTwitterユーザーと合流し、香港・台湾・タイVS中国の網軍という戦いに発展した。